# Un cielo in più ed altri successi
Un cielo in più è un album di Christian del 1992.
È una raccolta di successi incisa da Christian prodotta e distribuita dalla PolyGram. Un cielo in più è la sigla della telenovela "Ines una segretaria d'amare".

## Tracce
1. Un cielo in più
2. Cara
3. Amante mia
4. L'abbraccio
5. Calypso melody
6. Solo tu
7. Sere
8. Storia infinita
9. Noi non cambieremo mai
10. Nostalgia
11. Notte serena
12. Fra poco il sole è là
13. Forse sarà
14. Mari
15. Per lei